# Посягання на життя державного чи громадського діяча України
Посягання на життя державного чи громадського діяча (англ. assassination, якщо відбулося вбивство) — злочин, який полягає у вчиненні замаху на життя державного чи громадського діяча, як закінченому (вбивство), так і незакінченому.

## Об'єкт злочину і потерпілий
У цій статті розглянуто посягання на життя державного чи громадського діяча України, хоча подібні злочини присутні і в кримінальних кодексах інших країн (277 стаття КК РФ, стаття 221-4 Кримінального кодексу Франції тощо).
Злочин належить до розділу «Злочини проти основ національної безпеки України»; об'єктом злочину є національна безпека України у сфері здійснення вищої державної влади. Крім того, наявний додатковий об'єкт — життя особи.
У статті міститься вичерпний перелік осіб, які можуть бути потерпілими від цього злочину:
- Президент України
- Голова Верховної Ради України
- Народний депутат України
- Прем'єр-міністр України
- член Кабінету Міністрів України
- Голова або член Вищої ради правосуддя
- Голова або член Вищої кваліфікаційної комісії суддів України
- Голова чи суддя Конституційного, Верховного чи вищих спеціалізованих судів України
- Генеральний прокурор України
- Директор Національного антикорупційного бюро України, Директор Бюро економічної безпеки України, Директор Державного бюро розслідувань
- Уповноважений Верховної Ради України з прав людини
- Голова Рахункової палати України (або інший член Рахункової палати) чи Національного банку України
- Керівник політичної партії

## Інші складові злочину
Об'єктивна сторона злочину полягає у вчиненні вбивства чи замаху на вбивство державного діяча чи громадського діяча, що проявилось у діях чи бездіяльності. Засіб убивства значення для кваліфікації не має. Злочин є закінченим з моменту вчинення замаху, незалежно від фактичних наслідків (формальний склад злочину).
Суб'єктом злочину є осудна 14-річна особа.
Суб'єктивна сторона злочину характеризується прямим умислом і спеціальним мотивом: особа усвідомлює, що чинить злочин проти державного чи громадського діяча, і робить це з метою вплинути на державну чи громадську діяльність особи, змінити характер такої діяльності, помститися за відповідну діяльність.
Державна діяльність — діяльність особи, яка входить до складу її повноважень, діяльність службової особи у масштабах держави.
Громадська діяльність — діяльність особи, зумовлена його належністю до певної політичної партії і спрямована на реалізацію функцій і виконання завдань, які стоять перед нею.
Вчинення замаху на життя державного чи громадського діяча, не пов'язане з їхньою державною чи громадською діяльністю, не утворює складу злочину, передбаченого статтею 112 КК України.
Злочин належить до особливо тяжких і карається позбавленням волі на строк від 10 до 15 років або довічним позбавленням волі з конфіскацією майна або без такої.